# Photinia glomerata
Photinia glomerata là loài thực vật có hoa trong họ Hoa hồng. Loài này được Rehder & E.H. Wilson miêu tả khoa học đầu tiên năm 1912.